# ㅝ
ㅝは、ハングルを構成する母音字母のひとつ。呼称はウォ（워）。字母ㅜとㅓを組み合わせて作った合成字母である。始まりと終わりで音色を異にする二重母音を表す。

## 音声
母音/ㅜ/[u]の構えから/ㅓ/[ʌ]（[ɘ]）を調音したときに生じる音。単独で発音した場合、両唇軟口蓋接近音による[wʌ]（[wɘ]）である。子音字母に後続すると、u系の二重母音となるが、朝鮮語では/u/の要素が後続母音よりも前の子音の方に強く影響して子音を円唇化させる。
陰母音同士の「ㅜ」と「ㅓ」が組み合わされた複合母音なのでやはり陰母音であり、これに対立する陽母音はㅘである。

## ラテン文字転写
文化観光部2000年式ではwoと表記する。半母音[w]+ㅓ(eo)であるが、朝鮮語には半母音[w]+ㅗ(o)の音が存在しないため、それと区別する必要がないのでweoでなく単にwoとなる。

ただし、Unicodeにおける名称はweoを使用している。例えばU+116FはHANGUL JUNGSEONG WEOである。

一方、マッキューン＝ライシャワー式では半母音のwとㅓのラテン文字表記ŏを組合せたwŏと表記される。

## 文字コード
| 名称                 | 種類   | コード | HTML実体参照コード | 表示 |
| HANGUL LETTER WEO    | 単体   | U+315D | &#12637;           | ㅝ   |
| HANGUL JUNGSEONG WEO | 中声用 | U+116F | &#4463;            | ᅯ     |